# Royal Canal
Royal Canal är en kanal i republiken Irland.   Den ligger i grevskapet Dublin City och provinsen Leinster, i den östra delen av landet.